# Крестьянин Гельмбрехт
«Крестьянин Гельмбрехт» (нем. Meier Gelbrecht)— повесть в стихах, написанная около 1250 года немецким поэтом XIII века Вернером Садовником. Повествует о крестьянском сыне, который оказался не доволен своим положением простого крестьянина и решает стать рыцарем, за что в конце терпит справедливое и жестокое наказание. Данный стихотворный рассказ хорошо демонстрирует перемены в обществе того времени.

## Содержание
История повествует о крестьянском сыне, который жил в деревне, звался Гельмбрехт, как и его отец, и имел невиданной красоты шапку. Но этой шапки, оказалось мало простому крестьянскому сыну Гельмбрехту, и он заставил всю семью отдавать последнее, чтобы одеть его понаряднее. Мать снабдила любимого сына кольчугой, мечом, нарядными кафтанами, курткой, плащом, сделала все, чтобы её сын оказался в центре внимания. Но и этого было не достаточно. Герой пошел к отцу и попросил у него коня, чтобы ехать ко двору и стать рыцарем. Его отец согласился. Но заметил, что на самом деле, его место здесь, среди таких же как он, и он не найдет себе лучшей жизни, а лишь погубит её. Он говорит, что ему уже подыскали хорошую невесту, что при дворе отнюдь не такая жизнь как он себе представляет и что он там не приживется. Но Гельмбрехт не согласен и намерен ехать. Отец решает предупредить сына о том, что ему снились пророческие сны, где «новоявленный» рыцарь будет ослеплен, останется без руки и ноги и в итоге будет повешен, но молодого героя предсказания отца не смутили и он уезжает.
После года странствий, грабежей и разбоя Гельмбрехт затосковал по дому. Вот только этот год сильно преобразил рыцаря. Он решил повидать свою семью, но те сделали вид, что не узнали его, и не пустили его на порог дома. Юноша не стал опускаться до уровня простолюдинов и решил гордо остаться при своем, но солнце клонилось к закату, рыцаря мучил голод и ему пришлось идти к отцу и просить впустить его в дом. В итоге он был приглашен в дом к столу. Насытившись, отец и сын начинают разговор, в котором отец рассказывает о рыцаре, которого он видел однажды. Он смел, доблестен, вежлив, все, что причитается настоящему рыцарю. Также отец рассказывает о бугурте — турнире, потешном бое, после которого следует бал с песнями и плясками и позже — поездка на охоту. И на вопрос отца о том, как живут рыцари их времени, сын отвечает, что сейчас рыцари думают только о вине и грабеже, а все эти турниры давно забыты.
Гельмбрехт также знакомит семью с другими рыцарями, которые наводят страх на населения деревень. И Гельмбрехт очень горд тем, кем он стал. Отец, выслушав истории сына о том, как он будет грабить простых людей, отвечает, что палачи скоро явятся за ними, чем приводит сына в ярость. Он говорит отцу, что один из рыцарей хотел взять замуж его сестру и что обещал невиданное приданое, но теперь, когда отец о них так отозвался, свадьба не состоится. Сестра решает следовать за братом, после всех тех обещаний, которые она услышала. Она сбегает из дома как и её брат. Прибыв ко двору будущего мужа они закатили безумный пир. На пиру их обвенчали. Но вскоре на пир пришли четверо палачей. От их кары не ушел никто, кто был на пиру. Повязав всех, по обычаю, палачи могли помиловать одного человека из десяти — им оказался Гельмбрехт. Он в наказание был ослеплен, а также лишился руки и ноги. В итоге, добравшись до дома отца, он умолял впустить его в дом, но отец жестоко отверг просьбы сына.
Отвергнутый отцом рыцарь — калека скитался целый год и однажды набрел в лесу на крестьянина, которого когда то ограбил. Тот позвал к себе на подмогу других жителей деревни, многие из которых также были ограблены нашим рыцарем. Гельмбрехт был избит и повешен.

## Значение
Повесть показывает различия в представление о рыцарстве и противоречия средневекового общества самому себе: молодой человек не одобряет благородные дела, служение даме, сочинение поэм. Его интересует разбой, добыча, деньги. Данный вид занятия был не только известен всем, но и популярен среди рыцарей. Это рыцарское сословие, каким оно виделось многим простым людям того времени: безжалостное, грязное, заботящееся только о себе и своем благосостоянии, не щадящее никого. Намного позже описанных времен для таких людей было изобретено название — Раубриттер.
И одновременно с этим известно огромное количество рыцарских романов, которые прославляют рыцарскую честь и отвагу. Их подвиги и сочиненные ими поэмы навсегда запечатлены в хрониках.

## Противопоставления
По ходу повествования образы противопоставляются привычным и общепринятым. Крестьянин Гельмбрехт, который вопреки уговорам отца становится рыцарем, но не благородным человеком в доспехах, который совершает подвиги для своей дамы и заботится о крестьянах, а разбойником, который грабит и убивает невинных людей и этим гордится, и именует себя рыцарем. Сестра Гельмбрехта — Готлинда — которая решает уйти из дома, соблазнившись на обещанные богатства одного из рыцарей, а не пытается убедить брата не усугублять своё положение. И наконец, самое яркое противопоставление — рассказ отца Гельмбрехта о рыцаре его молодости, который устраивал турниры, охотился и совершал подвиги во имя дамы сердца и ответ сына о его рыцарской жизни, где нет места подвигу, зато есть место грабежу, вину и насилию.
Вернер Садовник написал произведение, где сильно идеализированное рыцарство предстает перед нами с другой стороны. Он передал то, что мало кто мог записать и описал те социальные проблемы общества, которые действительно были насущными на тот момент.